# Plateros devians
Plateros devians är en skalbaggsart som beskrevs av Green 1953. Plateros devians ingår i släktet Plateros och familjen rödvingebaggar. Inga underarter finns listade i Catalogue of Life.